# Ce que chantent les vieux, les jeunes le fredonnent
Ce que chantent les vieux, les jeunes le fredonnent (« Soo voer gesongen, soo na gepepen » en néerlandais) ou La Joyeuse Famille, est une peinture à l'huile sur toile réalisée en 1665 par Jan Steen, artiste du Siècle d'or néerlandais. Elle fait partie de la collection du Mauritshuis à La Haye.
Allégorie sur les exemples parentaux, le vice et l'influence, l'œuvre présente une scène de fête avec trois générations d'une famille hollandaise. Jan Steen a peint treize fois ce sujet, qui est également connu sous le nom de La Famille Cat ou La Famille de Jan Steen. Parmi les nombreuses versions, celle du Mauritshuis est considérée comme le modèle de la série. Ses dimensions sont de 133,7 × 162,5 cm.

## Sujet
Ce que chantent les vieux, les jeunes le fredonnent doit son nom à un célèbre proverbe de Jacob Cats, signifiant que les vices des jeunes s’apprennent à partir des exemples donnés par leurs aînés. Steen y fait référence tout au long du tableau. Le perroquet affiche la richesse et l'exotisme, mais il pourrait également faire référence au mimétisme comportemental évoqué dans le titre. Il utilise l'image des pipes du joueur de cornemuse et de l'homme à droite du tableau qui, en riant, permet à son fils de fumer sa pipe. À l'époque, les Néerlandais considèrent les traits héréditaires comme une pièce à double face, dans la mesure où un enfant hérite des traits génétiques de ses parents, mais apprend également à imiter les comportements dont il est témoin. La représentation de trois générations de membres de la famille dans cette scène est une allusion directe à cette idée, les parents donnant des exemples apparemment médiocres à leurs enfants en buvant des boissons alcoolisées et en encourageant les enfants à fumer. Le titre peut également être interprété comme « Tel père, tel fils ». De tels proverbes sont populaires dans la peinture hollandaise et sont représentés dans de nombreux tableaux de Steen et d'autres artistes. 
Ce tableau a été lié à l'œuvre de Jan Steen intitulée Le Roi boit, les deux tableaux formant un diptyque du même thème. 
Le thème semble être inspiré par Jacob Jordaens, un peintre flamand contemporain. La version de Jordaen précède celle de Steen, ayant été peinte vers 1640. Comme Jordaens, Steen associe des proverbes à des peintures de joyeuse compagnie, ce qui est populaire et sert un but didactique vis-à-vis du spectateur.

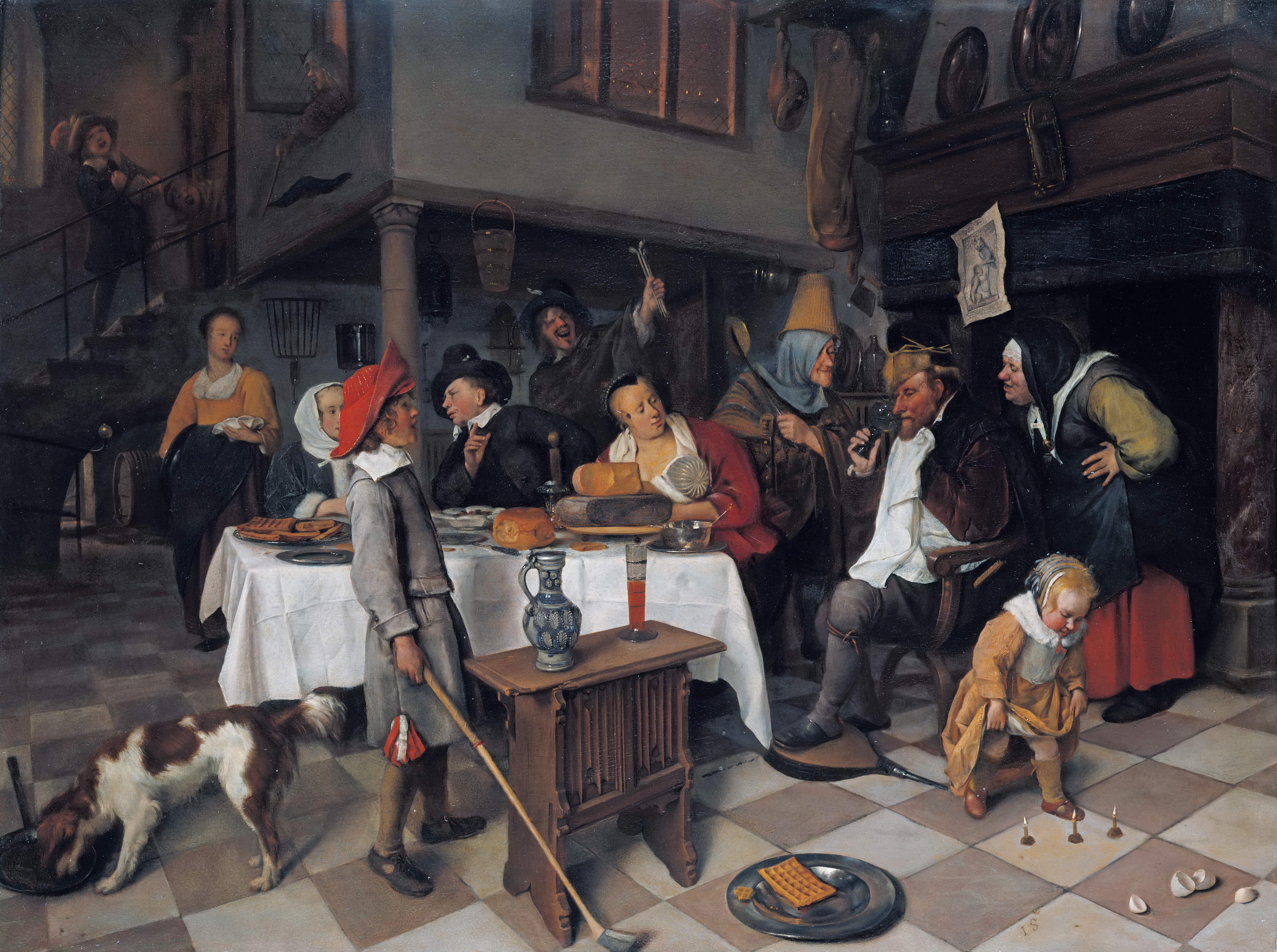
Jan Steen, Un douzième festin de nuit - Le Roi boit, vers 1661, Royal Collection.
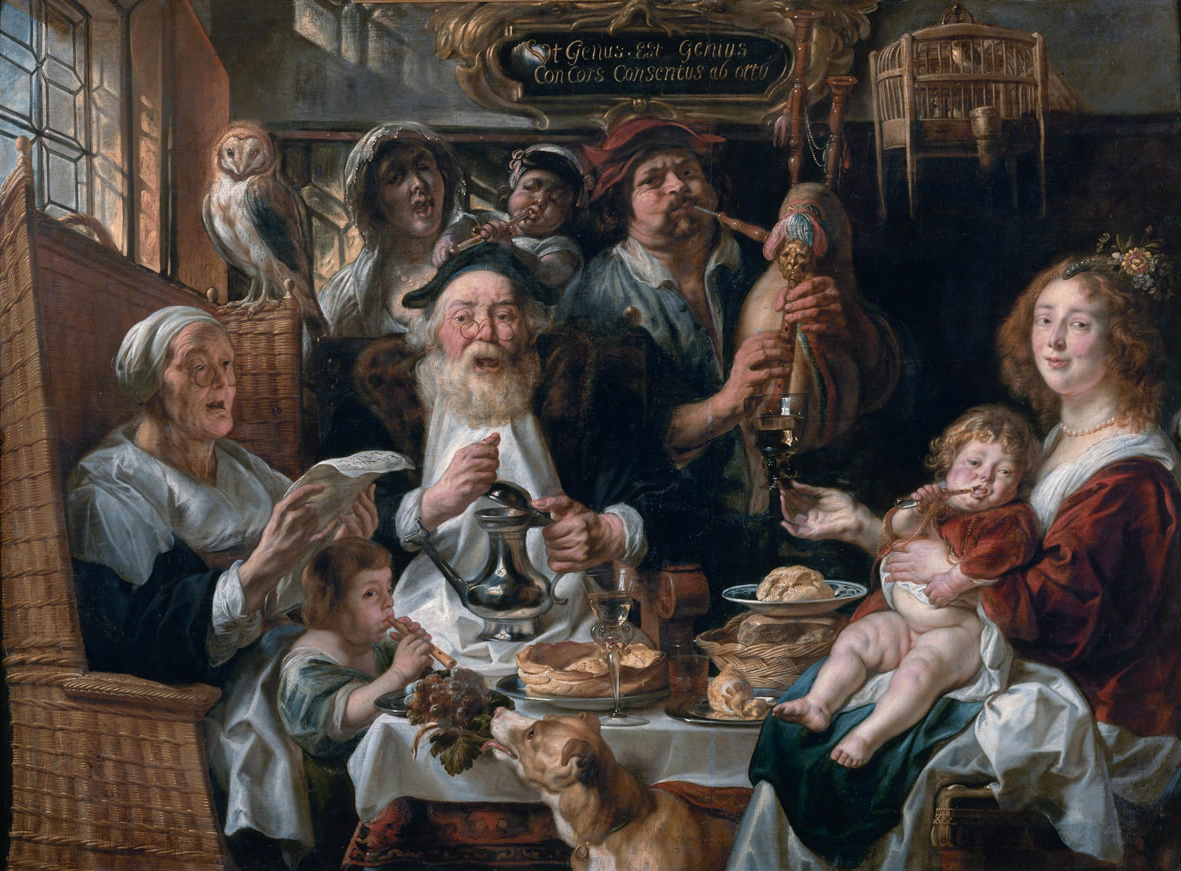
Jacob Jordaens, Comme chantent les vieux, ainsi jouent les jeunes, 1640, huile sur toile, musée des Beaux-Arts de Valenciennes.

## Description et analyse
En tant que scène de genre, le tableau contient de nombreux éléments iconographiques ouverts à l'interprétation du spectateur et des idées liées à la culture populaire néerlandaise de l'époque. Le tableau représente un rassemblement de membres de la famille (parents, enfants, grands-parents) autour d'une table recouverte d'un tapis typique des scènes hollandaises. Bien que le sujet soit peint par Steen environ treize fois, chaque fois il est représenté dans un cadre familial comme thème de l'éducation des enfants et de l'interaction parentale. Comme la plupart des peintures de Steen, La Joyeuse Famille appartient au genre de la joyeuse compagnie et dépeint la vie de famille comme une partie de la culture populaire au XVIIe siècle. Les peintures de cette période particulière représentent généralement des scènes festives dans des décors domestiques néerlandais.
La grande toile montre la maîtrise de Steen dans la peinture de la lumière sur les surfaces, comme on peut le voir dans le traitement de la lumière de la fenêtre réfléchie sur les surfaces des vêtements des figures et des meubles. Les traits du visage des personnes sont peints dans un style réaliste avec une attention particulière à la lumière et à l'ombre. La scène d'atmosphère joyeuse est censée être ouverte et accueillante, avec les personnages situés dans un espace ouvert, avec des couleurs chaudes d'orange, de rose, de violet et de marron, et qui s'amusent avec désinvolture. La vieille femme au premier plan, que l'on pense être la mère de Jan Steen, tient une partition ouverte et facile à lire par le spectateur.
Jan Steen se distingue comme un peintre comique talentueux et pour sa capacité à se représenter lui-même dans ses peintures, ainsi que les membres de sa propre famille. Il se représente ici comme le père, sur le côté droit de la toile, qui apprend à son plus jeune fils à fumer la pipe. L'artiste pense qu'une telle peinture a un attrait et une compréhension universels, mais a naturellement plus de résonance auprès d'une personne cultivée et familière avec les proverbes, le symbolisme et la culture du XVIIe siècle. Ironiquement, sa connaissance de telles lectures et traditions est considérée comme plutôt sophistiquée.

Détails
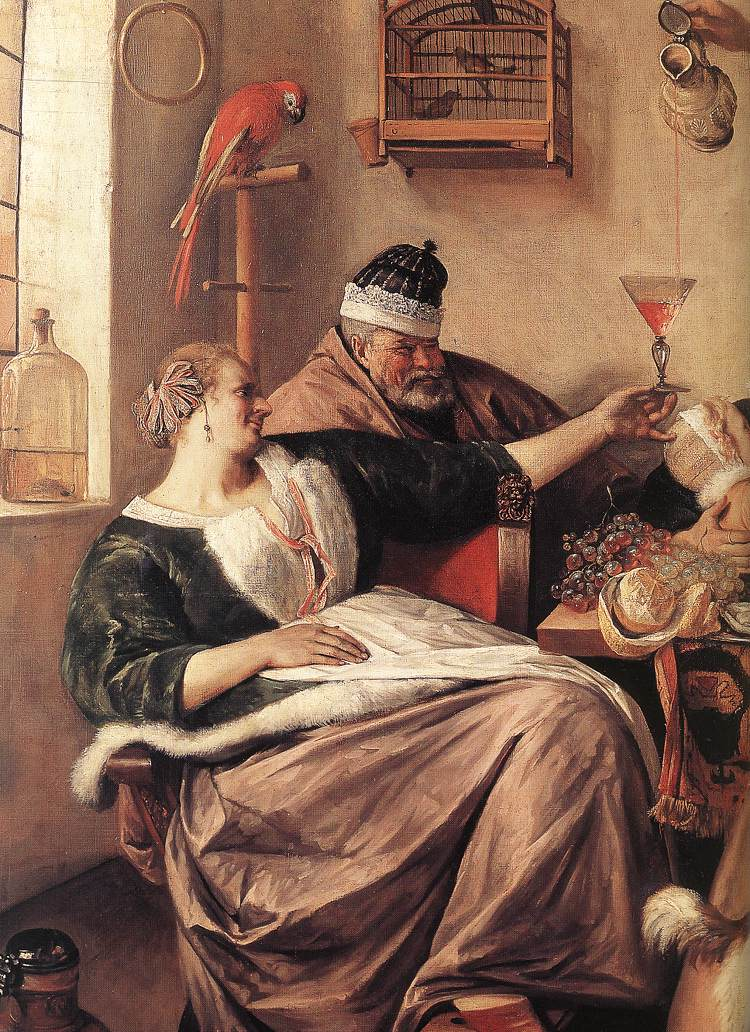
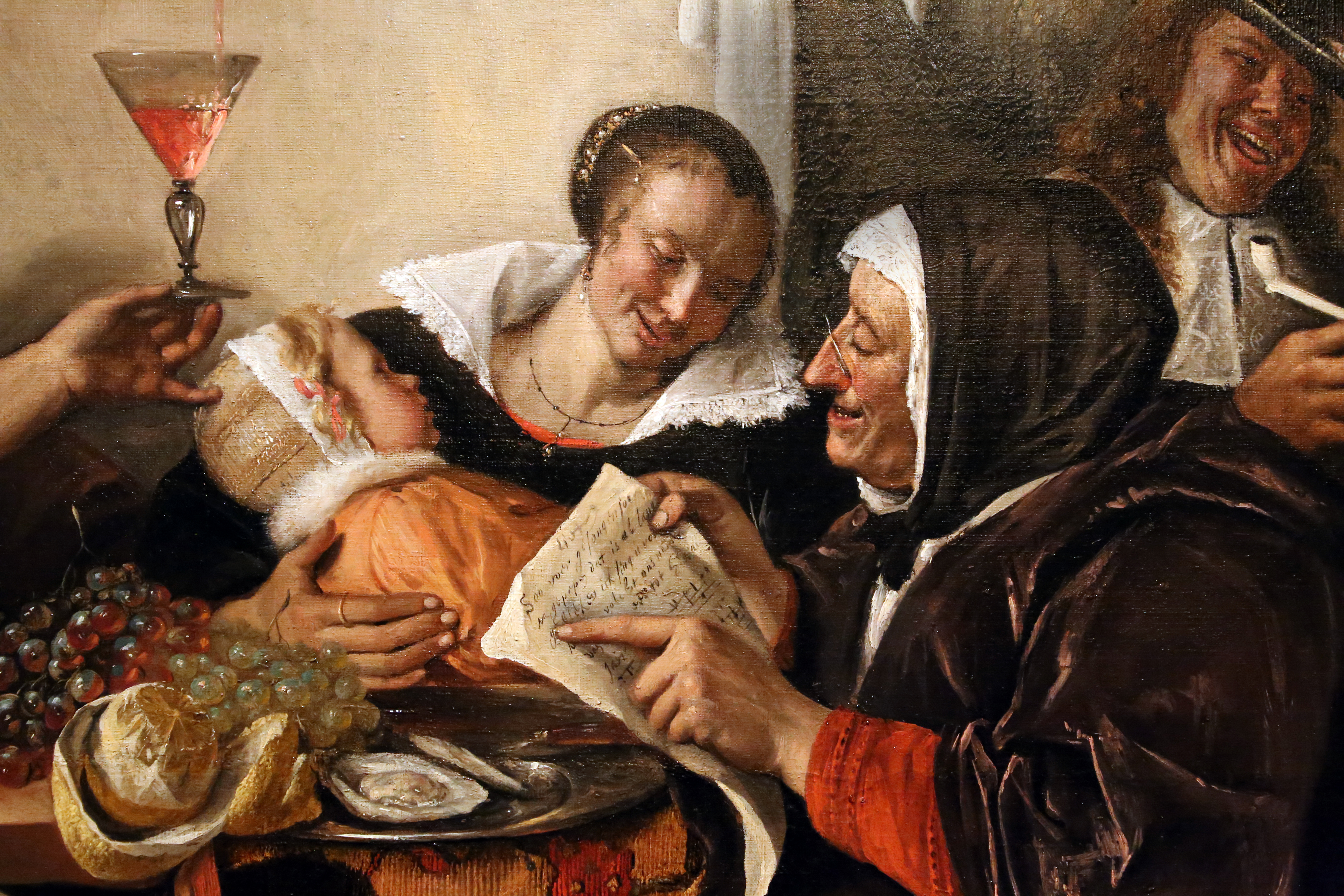
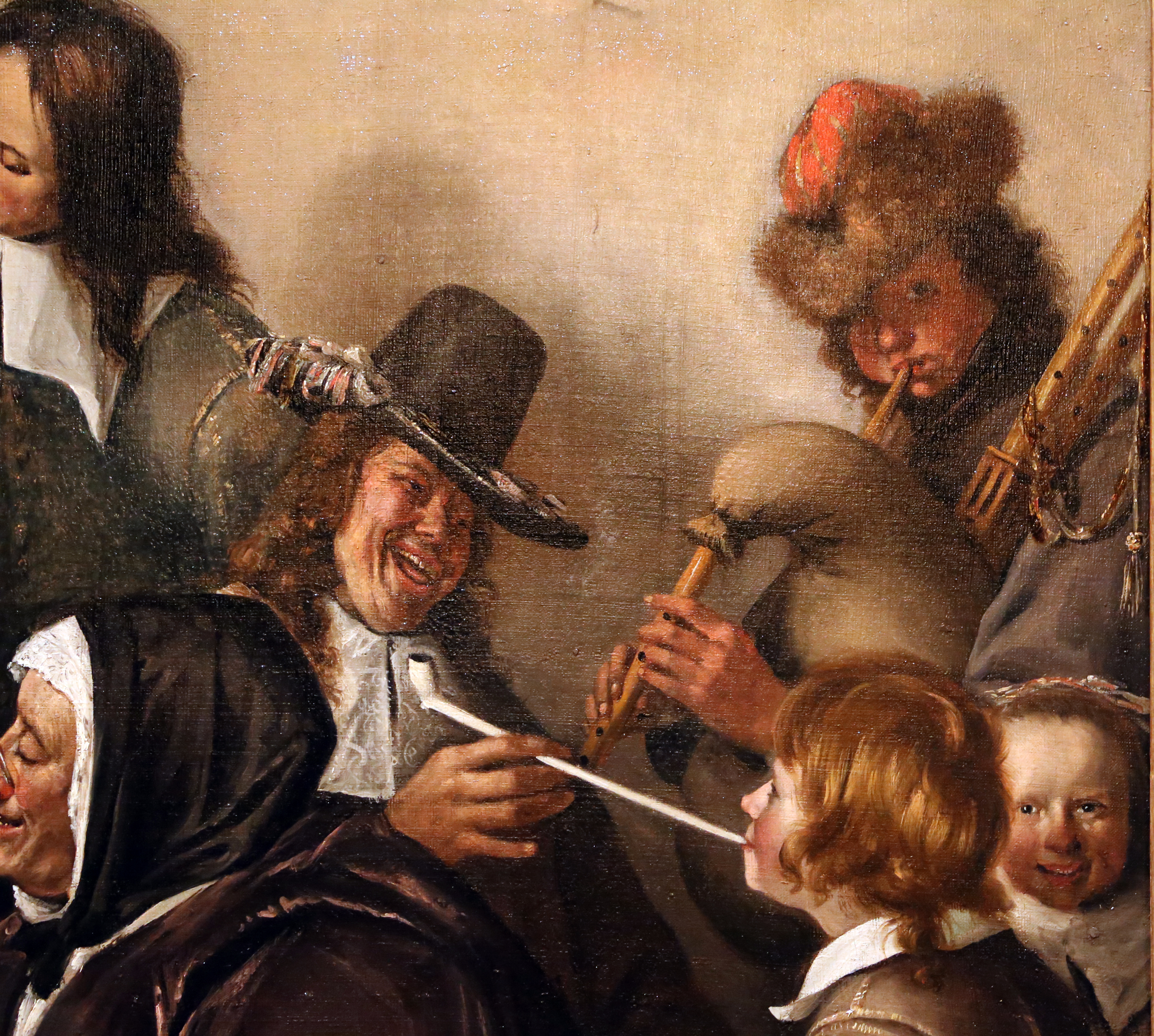

### Symbolisme

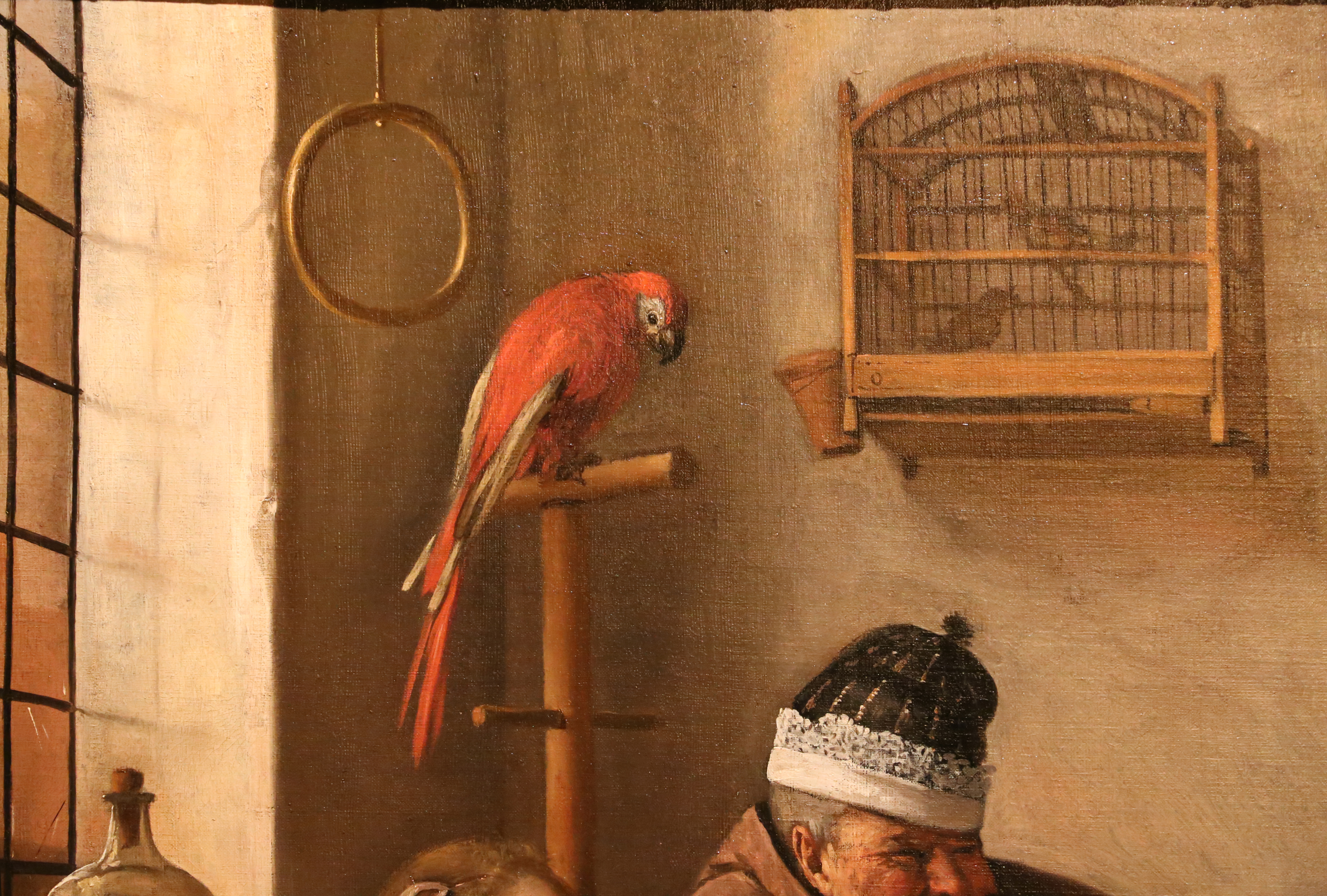
Détail du perroquet.

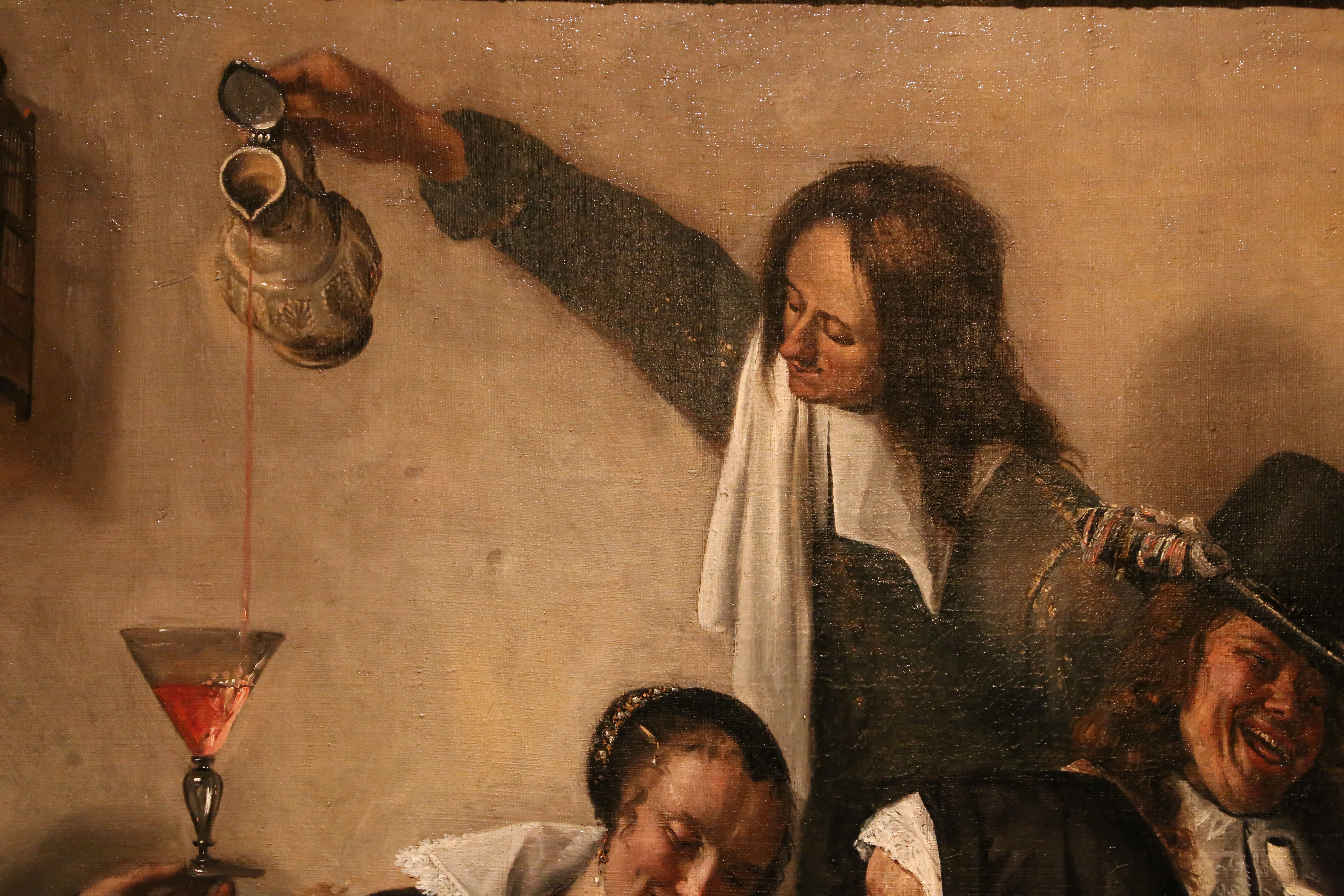
Détail du serviteur servant du vin.

Les personnages de la scène sont Jan Steen à droite portant un chapeau noir et apprenant à son plus jeune fils à fumer, son fils aîné jouant de la cornemuse, une jeune fille à l'extrême droite de la toile, la mère de Steen au premier plan à droite et une femme inconnue de la famille tenant un bébé. Un serviteur masculin au centre et en arrière verse une boisson alcoolisée dans le verre de la femme de Steen, représentée à gauche de la toile, portant un manteau vert et une jupe lavande, tenant son verre tendu. Un chien est au premier plan. Une huître, symbole populaire de la peinture de genre hollandaise, est posée au centre de la table. L'huître est connue comme un symbole d'Aphrodite, de l'Amour, de la Fertilité et du Plaisir sexuel. Ce symbole convient à une telle scène car il est associé aux aliments servis lors d'un festin des dieux. L'huître est couramment représentée dans les peintures de genre hollandaises jusqu'en 1635, date à laquelle elle devient moins courante.
Après 1660, le symbole redevient un thème commun, comme c'est le cas ici. L'épouse de Steen et lui-même portent tous deux un ruban rose, elle dans les cheveux et lui sur son chapeau. Ce ruban est un élément unificateur entre les deux, provenant de la même bobine de ruban.
Le perroquet situé en haut à gauche du tableau est un symbole de mimétisme. À sa gauche, un couple d'oiseaux dans une petite cage symbolise deux parents dans une petite demeure. La pipe dans la scène peut avoir plusieurs significations faisant référence à une pipe en argile, à l'acte de chanter ou à un récipient pour boire. Selon les Hollandais, la cornemuse n'est pas un instrument estimé car elle est considérée comme humble et désagréable. Un tel symbole représente ici la grossièreté et la classe inférieure, qui sont encouragées par les parents. Le jeune homme jouant de la cornemuse est un fils aîné de Jan Steen. Le visage rieur de l'artiste est couramment représenté par celui-ci dans ses peintures et est considéré comme son iconographie,, tandis que le rire est également considéré comme un symbole de bêtise et/ou de faute. Un lecteur pourrait interpréter les nombreux visages rieurs comme une sagesse acquise, une faute humaine ou des leçons apprises. Le sourire iconographique de Steen est devenu en quelque sorte un personnage populaire pour les visiteurs des musées qui se réjouissent de voir son visage dans les peintures.

## Contexte
Jan Steen est décrit par les historiens de l'art comme étant issu d'une famille catholique de la classe moyenne de Leyde, qui est également marquée par l'alcoolisme et imprudente dans ses finances,. Les récits historiques indiquent que le père de Steen possédait une brasserie, mais suggèrent également que l'activité de la brasserie est devenue moins rentable en raison des exigences économiques et de la concurrence. En conséquence, Jan Steen a été encouragé par ses parents à poursuivre une carrière dans la peinture, qui est une profession respectée à l'époque. De par son métier de peintre, il a dû faire face à des difficultés financières constantes. Il se représente souvent dans ses scènes comiques pour se montrer immergé dans la culture qu'il représente : c'est aussi une allusion à l'idée que l'art imite la vie. 
Steen réside à La Haye où il épouse Margariet ou Grietje, et devient également membre de la Confrérie Pictura. En tant que membre de la guilde, on pense qu'il poursuit la peinture comique comme une spécialisation choisie.
Jan Steen est considéré comme une figure incontournable de Leyde, la plupart de ses commandes provenant de relations familiales et de recommandations. Les archives historiques indiquent que le nombre de ses mécènes s'élève à plus d'une centaine, certains propriétaires héritant directement des œuvres. Les clients sont généralement des membres de professions respectables, notamment des médecins, des pharmaciens, des avocats, des fabricants et un aubergiste. La présence de l'image de Steen dans ses peintures est un facteur décisif pour certains clients ; elle figure également comme une signature.